# 德昌電機

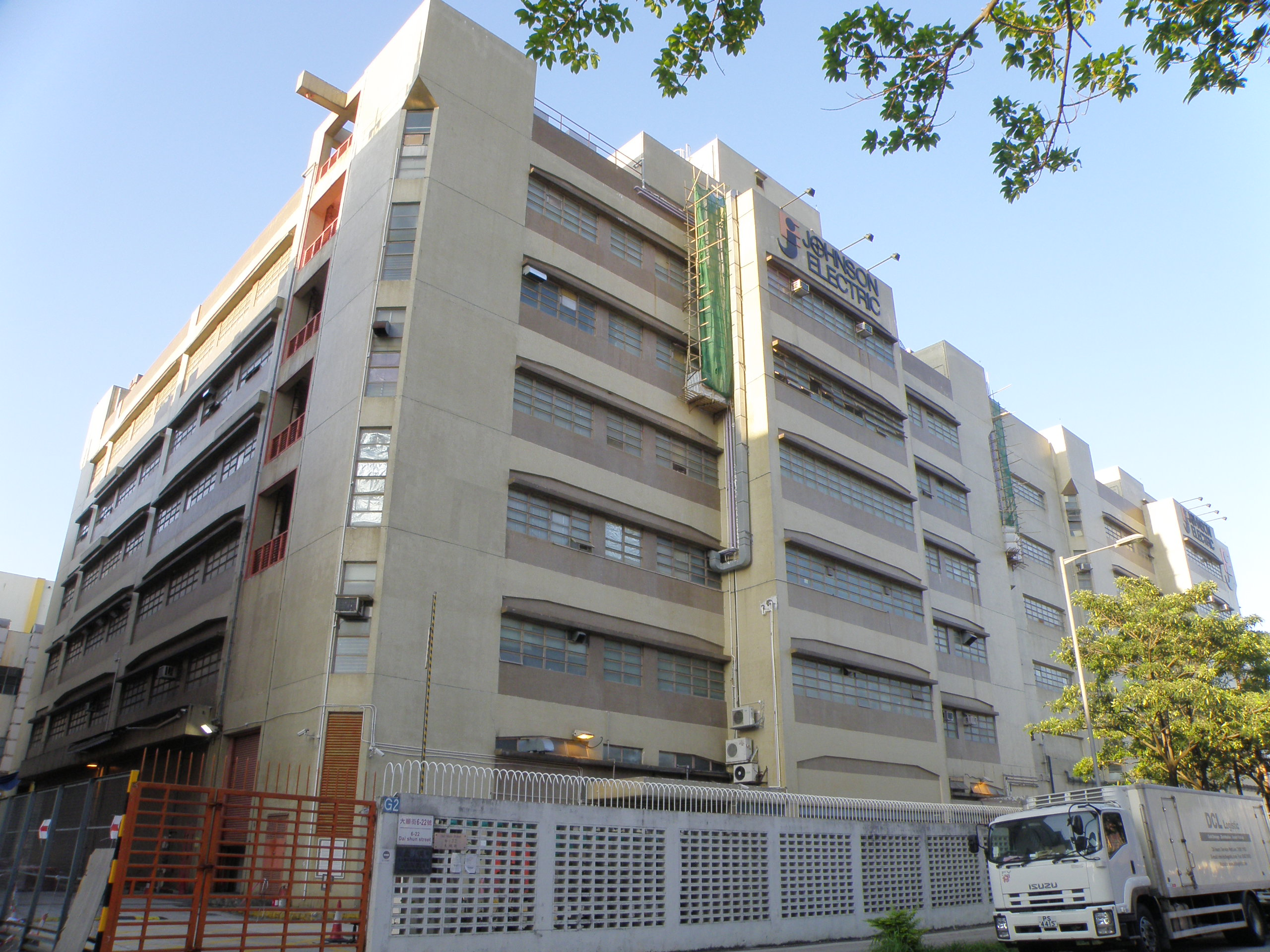
位於香港大埔的德昌電機工業製造廠

德昌電機控股有限公司 (港交所：0179,OTCBB：JELCY
) 是一家成立于1959年的工業公司。德昌電機是香港第一家製造電機的公司，巔峰時期是全球最大微型馬達生產商，該公司在1984年7月11日於香港交易所上市。它的主要業務是設計、製造及經銷微型馬達產品。
德昌電機控股有限公司在百慕達註冊，它的主席是汪穗中，大股東是汪顧亦珍60.500 %，並且董事局成員都是姓汪的，除了6位獨立非執行董事。公司旗下有2大部门，汽车產品部门和工业、專業和消費者部门，前者為汽車相關的關鍵驅動提供定制電機、驅動器、開關以及驅動子系統產品; 後者提供驅動產品及定制解決方案供不同工商業產品應用，包括家用電器、動力工具、商業設備、個人護理用品、建築自動化、保安系統、視聽系統以及其他工業產品。
該公司在22個國家共聘用了超过30,000名员工，包括其員工及分包商的員工。截至 2024 年 3 月 31 日止年度之業績 , 2023/24財政年度集團營業總額
38亿美元 （页面存档备份，存于）
2012年12月24日，德昌電機以1億歐元（約10.03億元）出售控制器及基礎設施和樓宇自動化分部的相關組件歐洲業務。
2015年8月11日 ，德昌電機以8.67億加元(約6.59億美元)收購加拿大安大略省S.I. Investors旗下3間公司的全部股權及可轉換優先股債券，3間公司合共構成世特科國際(Stackpole International)的業務，而世特科國際是一家領先的汽車零部件製造商，產品包括精密發動機泵、變速箱泵及粉末金屬部件，總部設於加拿大安大略省。交易在10月28日完成。

## 汽车部门
汽车产品部门有三个业务单位，核心业务是提供动力总成，车身和底盘，也包括汽车车灯，空调，制动以及动力系统等。

## 工业部门
- 电机及驱动产品 (电机和螺线管)
- 开关和继电器
- 柔性电路与微电子

## 其他领域
此外，集团也包括一些附属公司，提供配套服务。
- Johnson Medtech （页面存档备份，存于）
- Parlex （页面存档备份，存于）
- Nanomotion Ltd. （页面存档备份，存于）
- 德昌电机贸易
- Saia-Burgess Controls
- V-Motor
- 德昌电机资本
- 中国汽车零部件公司

## 財務資料
- 在2004年，德昌電機的資產淨值為734,117,000美元，純利為116,577,000美元，截至2024年3月31日，德昌電機的營業總額38億美元及淨溢利2.29億美元。https://www.johnsonelectric.com/zh/about-us/investors （页面存档备份，存于）
- 在2007年3月31日為止的財政年度，資產淨值為940,665,000美元，純利為109,696,000美元。

## 外部連結
德昌電機控股有限公司官方網址 （页面存档备份，存于）